# Académie d'homme (David)
Pour les articles homonymes, voir Académie d'homme.
Académie d'homme – ou Patrocle – est un tableau réalisé par le peintre français Jacques-Louis David vers 1780 à Rome, en Italie. Cette huile sur toile représente un homme nu de dos. Don de Thomas Henry en 1835, elle est conservée au musée Thomas-Henry de Cherbourg-en-Cotentin, en France.